# Gesso (Messina)
Gesso is een plaats (frazione) in de Italiaanse gemeente Messina.